# Isoyvesia striata
Isoyvesia striata är en kräftdjursart som beskrevs av Nicole Coineau och Lazar Botosaneanu 1973. Isoyvesia striata ingår i släktet Isoyvesia och familjen Microcerberidae. Inga underarter finns listade i Catalogue of Life.